# Model (Band)
Model war eine türkische Rockband aus Izmir, die von 2005 bis 2016 existierte.

## Geschichte
Die Band wurde im Jahr 2005 in Izmir gegründet. Mit dem im Jahr 2011 erschienenen Album Diğer Masallar konnte die Band große Erfolge feiern. Vor allem Songs wie Değmesin Ellerimiz oder Pembe Mezarlık wurden Radiohits.
Mit dem türkischen Musikproduzenten Ozan Doğulu hatte die Band zwei erfolgreiche Kollaborationen, einmal im Jahr 2012 mit dem Song Dağılmak İstiyorum sowie zwei Jahre später mit Böyle Akşamlar. In Zusammenarbeit mit dem bekannten Rocksänger Emre Aydın entstand die Single Bir Pazar Kahvaltısı, die ebenfalls erfolgreich wurde. In den Jahren 2012 und 2015 gewann die Band jeweils einen Altın Kelebek Award in der Kategorie Beste Musikgruppe.
2016 wurde mit Mey die letzte offizielle Single der Band veröffentlicht. Auch diese Aufnahme wurde ein Hit. In ihrer Musiklaufbahn arbeitete Model mit weiteren türkischen Musikern wie Nilüfer, Levent Yüksel oder Okan Bayülgen zusammen. Im Jahr 2016 löste sich die Band Model auf. Fatma Turgut hat 2019 ein Solo-Album herausgegeben.

## Diskografie

### Alben
- 2009: Perili Sirk
- 2011: Diğer Masallar
- 2013: Levlâ'nın Hikâyesi

### Singles
| - 2009: Olmaz - 2011: Buzdan Şato - 2011: Değmesin Ellerimiz - 2011: Pembe Mezarlık - 2012: Bir Melek Vardı - 2012: Dağılmak İstiyorum (mit Ozan Doğulu) - 2013: Şov Yapma (mit Nilüfer) - 2013: Yalnızlar Rıhtımı (mit Okan Bayülgen) - 2013: Makyaj - 2013: Ağlamam Zaman Aldı | - 2014: Antidepresan Gülümsemesi - 2014: Böyle Akşamlar (mit Ozan Doğulu) - 2014: Bir Pazar Kahvaltısı (mit Emre Aydın) - 2015: Pandalar - 2015: Gölgede Büyüyen Bir Çiçek - 2015: Sen Ona Aşıksın - 2015: Sarı Kurdeleler - 2016: Mey - 2017: Dünya Tek Biz İkimiz (Fatma Turgut) |

Quelle: 

## Auszeichnungen
- 2012: Kral Türkiye Müzik Award in der Kategorie Beste Musikgruppe
- 2012: Altın Kelebek Award in der Kategorie Beste Musikgruppe
- 2015: Altın Kelebek Award in der Kategorie Beste Musikgruppe